# Dimorphotheca
Dimorphotheca Moench. este un gen de plante din familia Asteraceae, ordinul Asterales, originară din Africa și Australia.

## Caractere morfologice
- Tulpina

- Frunza

- Florile

- Semințele

## Specii
- Dimorphotheca acutifolia
- Dimorphotheca caulescens Harv.
- Dimorphotheca ecklonis DC.
- Dimorphotheca jucunda E. Phillips
- Dimorphotheca nudicaulis
- Dimorphotheca pluvialis Moench.
- Dimorphotheca polyptera
- Dimorphotheca sinuata DC (syn. D. aurantica)
- Dimorphotheca zeyheri Sond.
- Dimorphtotheca cuneata (Thunb.) Less.